# (32846) 1992 GS1
1992 GS1 (asteroide 32846) é um asteroide da cintura principal. Possui uma excentricidade de 0.08974920 e uma inclinação de 2.60708º.
Este asteroide foi descoberto no dia 5 de abril de 1992 por Spacewatch em Kitt Peak.